# Verna Felton
Verna Felton (Salinas, 20 de julho de 1890 — North Hollywood, 14 de dezembro de 1966) foi uma atriz e dubladora norte-americana, conhecida por dublar várias animações da Disney, além de ser a dubladora de Pearl Slaghoople em The Flintstones (1962-1963).